# Плитвицькі озера
Плітвіцькі озера (хорв. Plitvička jezera) — національний парк у Хорватії, розташований у центральній частині країни, в Лицько-Сенській (90,7%) і Карловацькій жупаніях (9,3%). Води річки Корана, що протікають крізь вапняк, за тисячі років нанесли бар'єри травертина, утворивши природні греблі, які своєю чергою створили ряд мальовничих озер, водоспадів і печер.

## Історія

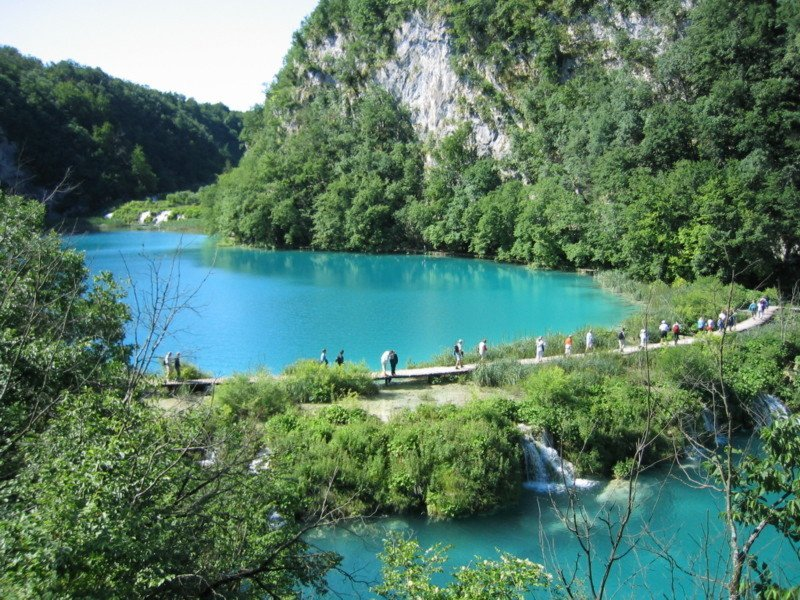

Назва «Плітвіцькі озера» вперше була записана священником з Оточаця Домініком Вукасовичем в 1777 році.
8 квітня 1949 року Плітвіцькі озера отримали статус Національного парку, а з 1979 року Національний парк включено до списку Світової спадщини ЮНЕСКО.
До 1958 року парк був недоступний для туристів, в ньому були прокладені тільки просіки. У 1958 році Йосип Мовчан, директор парку, почав будівництво пішохідних доріжок, а в наш час[коли?] на додаток до широкої мережі настилів діють маршрути екологічно чистих електропоїздів, поромів і прогулянкових катерів на електричній тязі. В озерах парку категорично заборонено купатися, а також влаштовувати пікніки, розводити багаття. Такий суворий порядок обумовлений збереженням природної рівноваги, яку впродовж багатьох років старанно оберігають місцеві екологи.
Навесні 1991 року територія парку стала місцем подій, названих Плітвіцьким Кривавим Великоднем, першого збройного зіткнення, що призвело до жертв. У ході Югославських війн Плитвицькі озера не раз ставали ареною боїв. Дотепер сам парк повністю розмінували, а туристична інфраструктура відновлена й інтенсивно розвивається, проте в околицях парку досі іноді знаходять міни.

## Опис
Територія Національного парку Плітвіцькі озера займає 29482 га (19479 га за даними ЮНЕСКО), включає 16 великих і декілька менших карстових озер, розташованих каскадом, 140 водоспадів, 20 печер і унікальний буковий і хвойний ліс, що збереглися з найдавніших часів і мають здатність відновлюватися. На його території живуть ведмеді, вовки, багато видів рідкісних птахів та інших тварин.
Сумарна різниця між рівнем верхнього та нижнього озер становить 133 метри. Найвище озеро каскаду живиться від двох невеликих річок Црна і Бієль. Плітвіцькі озера — одне з небагатьох місць на нашій планеті, де кожен рік утворюються нові водоспади, що пов'язано з вапняковим походженням місцевих гір. Листя і гілля, які падають з дерев у воду, швидко покриваються кальцефілами (так звані «крейдяні рослини»), які, відмираючи, кам'яніють і утворюють тверді відкладення перекриваючи річки. Вода, поступово розмиваючи подібні «дамби», утворює нові водоспади.
Парк розташований в гористій місцевості, найвища точка — гора Мала Капела (1280 м).

### Озера та водоспади
Озера парку (16 великих і безліч дрібних водойм) розділені на дві групи: Верхні та Нижні. Загальна площа озер — 217 га. Їх живлять п'ять річок: Корана, Црна, Бієль, Плітвіця і Рієчиця.
Найбільші Верхні озера:
- Прощанско озеро, Проще (хорв. Proščansko jezero, хорв. Prošće), 68 га, глибина 37 м, довжина 2,5 км;
- Цігіновац (хорв. Ciginovac), 7,5 га;
- Округляк (хорв. Okrugljak), 4,1 га;
- Батіновац (хорв. Batinovac), 1,5 га;
- Вір (хорв. Vir), 0,6 га;
- Великі Йовіновац (хорв. Veliki Jovinovac) або Велике озеро (хорв. Veliko jezero, 2 га;
- Малі Йовіновац (хорв. Mali Jovinovac) або Мале озеро (хорв. Malo jezero), 2 га;
- Галовац (хорв. Galovac), 12,5 га;
- Міліно озеро (хорв. Milino jezero);
- Градінсько озеро (хорв. Gradinsko jezero), 8,1 га;
- Великі Бургет (хорв. Veliki Burget), 0,6 га;
- Козяк (хорв. Kozjak), 81,5 га, глибина 46 м, довжина понад 3 км;

Найбільші Нижні озера:
- Мілановац (хорв. Milanovac), 3,2 га;
- Гавановац (хорв. Gavanovac), 0,7 га;
- Калуджеровац (хорв. Kaluđerovac), 2,1 га;
- Новаковіча-брод (хорв. Novakovića-brod), 0,4 га.

Основні водоспади на Верхніх озерах — Батіновачкі (хорв. Batinovački), Галовачкі (хорв. Galovački), Козячкі (хорв. Kozjački); на Нижніх — Мілановачкі (хорв. Milanovački), Мілке Трніне (хорв. Milke Trnine), Велике каскаде (хорв. Velike Kaskade). Але найкрасивішим і найвідомішим по праву є водоспад Саставці (хорв. Sastavci), висота якого становить 72 метри.

### Печери

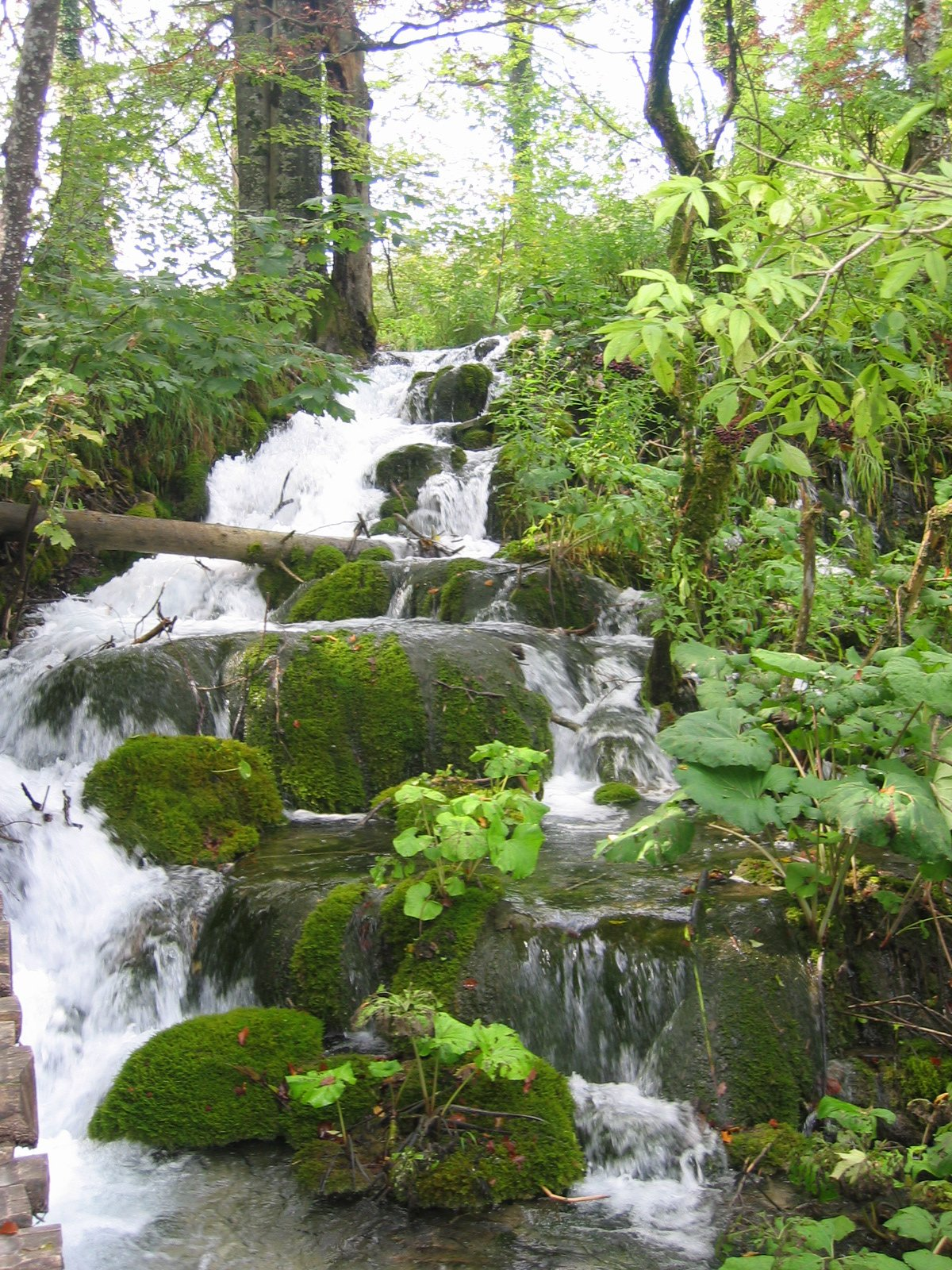

Парк також цікавий з точки зору спелеології — на його території розташовується 20 печер, а особливий інтерес становлять печери, що знаходяться під водоспадами. Найвідоміші: Шупляра (хорв. Šupljara), Голубняча (хорв. Golubnjača), Црна печіна (хорв. Crna pećina).

### Флора і фауна
Парк розташовується на висоті від 400 до 1200 метрів над рівнем моря (¾ території — гори), тому тут переважає гірська природа. В основному тут ростуть бук, ялина, сосна, а в містечку Чоркова увала (Čorkova uvala — Чоркова улоговина), у північно-західній частині парку зростає незайманий буково-смерековий ліс з унікальними зразками вікових дерев. Тут росте більше ніж 1200 видів  рослин, 75 з яких є ендеміками. Одних тільки орхідей тут налічується 55 видів.
У Національному парку «Плітвіцькі озера» мешкають вовки, ведмідь бурий, Кіт лісовий, сарна європейська, видри. Також в цьому районі зареєстровано понад 161 вид птахів, 70 з яких гніздяться тут постійно. Також на території парку було виявлено 321 вид метеликів та 21 вид кажанів.

### Клімат
Парк Плітвіцькі озера розташований на кордоні двох кліматичних зон: приморської та континентальної, тому з континентальними вітрами сюди постійно проникає вологе морське повітря. Середня річна норма опадів — 1487 мм, а середня річна температура повітря становить 8.7 °C. Температура води в Прощанському озері та озері Козяк влітку сягає 24 °C. Сніг лежить з листопада до березня, а в січні та лютому озера замерзають.